# Aphanogmus clavicornis
Aphanogmus clavicornis är en stekelart som beskrevs av Thomson 1858. Aphanogmus clavicornis ingår i släktet Aphanogmus och familjen pysslingsteklar. Arten är reproducerande i Sverige. Inga underarter finns listade i Catalogue of Life.